# San Juan Huexoapa
San Juan Huexoapa es una localidad del estado mexicano de Guerrero. Es parte del municipio de Metlatónoc.

## Toponimia
El nombre «San Juan» hace referencia al santo patrono de la localidad: Juan el Bautista. El nombre «Huexoapa» proviene de los términos en náhuatl: huexotl, sauce; apan, río. Su significado es «río de los sauces».

## Demografía
| Gráfica de evolución demográfica |
|                                  |

| Censo | Población |
| ----- | --------- |
| 1900  | 348       |
| 1910  | 362       |
| 1921  | 422       |
| 1930  | 519       |
| 1940  | 703       |
| 1950  | 659       |
| 1960  | 698       |
| 1970  | 620       |
| 1980  | 484       |
| 1990  | 356       |
| 2000  | 767       |
| 2010  | 899       |
| 2020  | 1 380     |